# Anton Paar ProveTec
Die Anton Paar ProveTec GmbH, ehemals Petrotest GmbH, ist ein deutsches Unternehmen und Teil der Anton Paar Gruppe. Es produziert Laborgeräte und zählt zu den führenden Anbietern von Prüfgeräten für die Mineralölindustrie, die petrochemische und die chemische Industrie. Daneben produziert das Unternehmen Messinstrumente für die Kosmetikindustrie, die Aromen- und Duftstoffindustrie, die Lebensmittelindustrie und die pharmazeutische Industrie. Das Unternehmen ist ISO-9001-zertifiziert und hat seinen Sitz südlich von Berlin in Dahlewitz.

## Geschichte

Berthold Pensky

Inhaberhistorie

1873 gründete der Mechaniker Berthold Pensky, der auch den Pensky-Martens Flammpunktprüfer erfand, das Unternehmen in Berlin. Nach seiner Tätigkeit am Kaiser-Wilhelm-Institut in Berlin-Dahlem (heute Bundesanstalt für Materialprüfung) machte Berthold Pensky sich selbstständig und fertigte Flammpunktprüfer, sowie Viskosimeter, Getreideprober und Teilmaschinen. Aufgrund der Produktion von Flammpunktprüfern gemäß den Methoden der Flammpunktbestimmung nach Pensky-Martens und Abel-Pensky wurde das Unternehmen in Folge bekannt. Flammpunktprüfer zählen heute noch zu den am häufigsten eingesetzten Prüfgeräten in der Mineralölindustrie. Die Flammpunktmessung wurde im 19. Jahrhundert entwickelt und dient zur Qualitätsbestimmung von Kraftstoffen und Schmiermitteln. Die „geschlossene Tiegel“-Methode wurde in Deutschland entwickelt – unter maßgeblicher Mitwirkung von Berthold Pensky, der das britische Abel-System (Abel-Pensky) modifizierte. Gemeinsam mit Adolf Martens (1850–1914) erfand er die bis heute etablierte Pensky-Martens-Methode. Nach ein paar Jahren verkaufte er sein in der Wilhelmstraße 122 ansässiges Unternehmen an seine zwei Mitarbeiter Wilhelm Sommer und Max Runge. Diese firmierten unter dem Namen Sommer & Runge, welcher bis in die 1990er Jahre geführt wurde. Die Absatzmärkte waren primär Deutschland, die Niederlande, Russland und Rumänien.
1914 kauften Wilhelm Randow und Adolf Preukezas das Unternehmen von Max Runges Witwe. Später wurde das Unternehmen von Wilhelm Randows Kindern übernommen. Im Zweiten Weltkrieg wurden hauptsächlich Flugzeugteile gefertigt. Durch die Bombardierung Berlins wurde das Werk teilweise zerstört und vorübergehend nach Dahme/Mark ausgelagert.
Nach 1948 wurde das Unternehmen von Erwin Wierzbicki – einem Enkel von Wilhelm Randow – in den alten Räumen weitergeführt und ein Fertigungsprogramm von Mineralölprüfgeräten speziell für den deutschsprachigen Raum aufgebaut.
Die Produkte waren zu jener Zeit hauptsächlich feinmechanische Laborgeräte, teilweise wurden aber auch erste elektromechanische Flammpunktprüfautomaten entwickelt und gefertigt.
Volkmar Wierzbicki übernahm per 1. Januar 1979 durch Kauf die Firma Sommer & Runge (SUR) von seiner Mutter, nachdem er bereits 1975 die Firma PETROTEST gegründet hatte. Die Firma SUR war noch immer ein traditionelles Unternehmen mit stark handwerklichem Charakter, das Prüfgeräte für die Laboratorien der Mineralölindustrie herstellte. Der Absatz war fast ausschließlich auf Deutschland ausgerichtet. Das Angebotsprogramm umfasste etwa 100 verschiedene Produkte, wobei die Einzelfertigung dominierte, Serien von fünf Stück stellten eher die Ausnahme dar. Im Juni 1985 wurde erstmals ein englischsprachiger Katalog herausgegeben, der ständig nachgedruckt und neu aufgelegt wurde. Seit dem Erscheinen des Kataloges stieg der Auslandsumsatz auf ca. 80 % des Gesamtumsatzes an und umfasst sämtliche erdölfördernde Staaten.
Mitte März 1989 erfolgte nach 85 Jahren die Kündigung der Firmenräume in der Bennigsenstraße und das Unternehmen zog nach Berlin-Marienfelde um. Zum 1. Januar 1992 wurde die Rechtsform der Firma umgewandelt. Die Firmen Sommer & Runge KG; Petrotest, V. Wierzbicki, Berlin und Petrotest Laboratory Supplies, Hamburg wurden verschmolzen zu der neuen Firma Petrotest Instruments GmbH & Co. KG. Der über 100 Jahre alte Name Sommer & Runge musste wegen der deutschen Handelsregister-Ordnung und der internationalen Bekanntheit des Namens Petrotest aufgegeben werden.
1996 bezog das Unternehmen ein firmeneigenes Gebäude südlich von Berlin in Dahlewitz, um weiter expandieren zu können. Volkmar Wierzbicki verkaufte die Petrotest Instruments GmbH & Co. KG Ende Februar 2012 an die Anton Paar GmbH.
Seit 2013 firmiert das Unternehmen als Anton Paar ProveTec GmbH.

## Produkte & Innovationen
Anton Paar ProveTec produziert am Standort Dahlewitz Flammpunktprüfer, Destilliereinheiten, Oxidationsstabilitätsprüfer, Testgeräte zur Bestimmung der Kälteeigenschaften von Treibstoffen, Penetrometer und weitere Messinstrumente für die Mineralölindustrie. Diese Produkte dienen der Qualitätskontrolle in den oben genannten Industrien.
Für diese Produkte gibt es international genormte Prüfverfahren, die zum großen Teil Ende des 19. Jahrhunderts von Wissenschaftlern wie Engler, Ubbelohde, Martens und Pensky in und um Berlin entwickelt wurden. Diese Verfahren haben unter anderem in die Normenwerke von DIN, ASTM, IP und GOST Eingang gefunden.
Die heute gefertigten Geräte entsprechen diesen Normen, sind aber durch den Einsatz von Mikroprozessortechnologie für den Anwender wesentlich leichter zu bedienen.

### Wechselkopf für Flammpunktprüfer

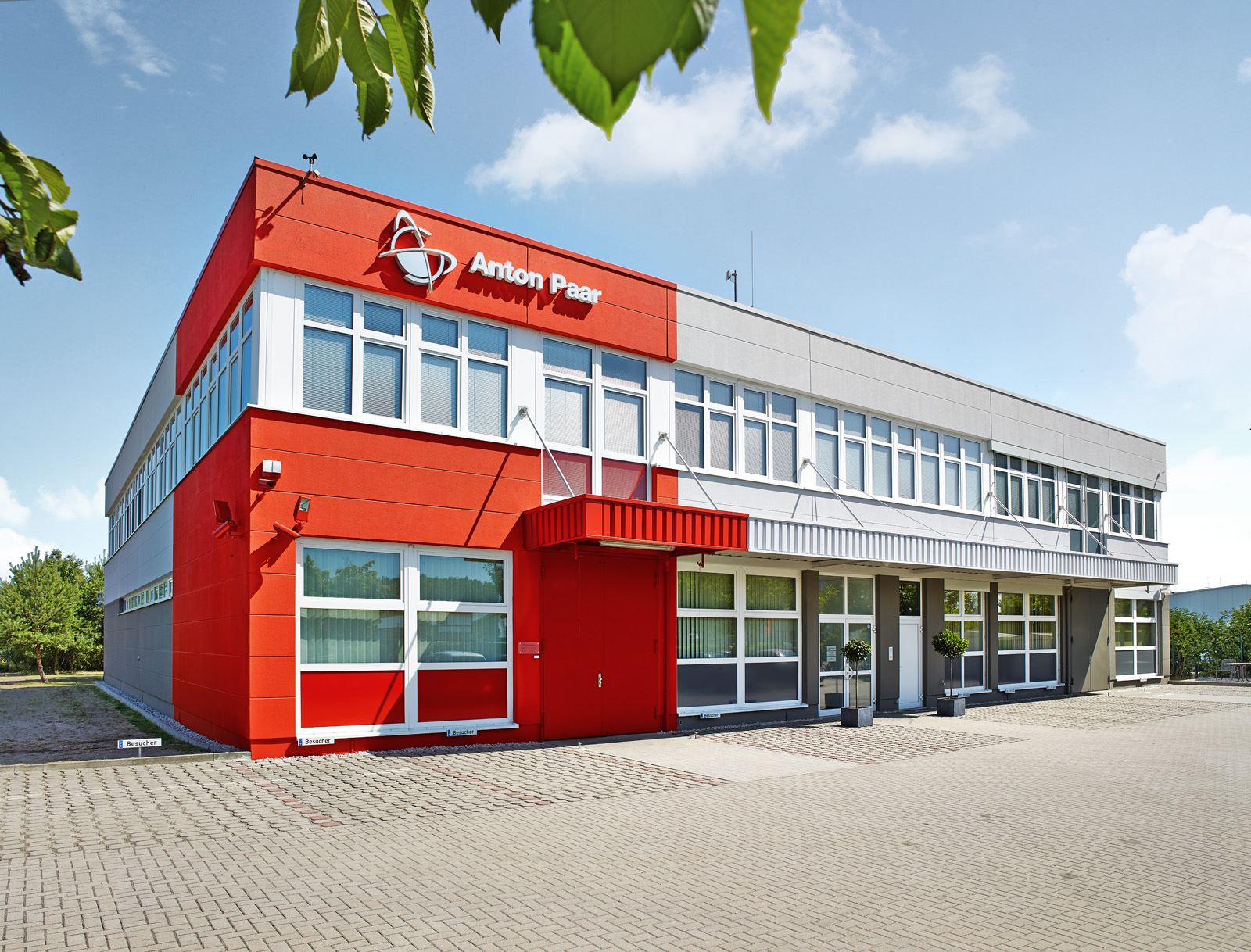
Anton Paar ProveTec, vormals Petrotest GmbH, in Dahlewitz (D)

1996 wurde der Wechselkopf für Flammpunktprüfer patentiert. Damit haben die Anwender die Möglichkeit Flammpunkttests automatisch mit einem Probenwechsler durchzuführen. Dieses ermöglicht dem Anwender eine Beschleunigung der einzelnen Tests, da das manuelle Einsetzen, das notwendige Abkühlen und manuelle Entfernen der Probenbehälter entfallen.

### RSSOT – Rapid Small Scale Oxidation Tester
Zahlreiche Testmethoden zur Bestimmung der Oxidationsstabilität in Kraftstoffen sind bekannt und verfügbar. Die meisten Testmethoden sind veraltet und stellen für den Anwender zum einen erheblichen zeitlichen und analytischen Arbeitsaufwand dar und zum anderen werden sehr große Mengen an Kraftstoff benötigt, die ein nicht unerhebliches Sicherheitsrisiko darstellen.
Die Ergebnisse dieser Messmethoden sind zum Teil sehr ungenau und können nur schwer zur Aussage über die Stabilität der Kraftstoffe und deren Verwendung, wie z. B. in der Automobilindustrie, herangezogen werden.
Deshalb wurde im Jahre 2002 damit begonnen, ein schnelleres Messverfahren zu entwickeln, das zur Sicherheit des Anwenders eine wesentlich kleinere Probenmenge verwendet und gleichzeitig die Präzision deutlich verbessert. Die Entwicklung eines entsprechenden neuen Messverfahrens wurde von der Industrie begrüßt und für eine international gültige standardisierte Messmethode vorgeschlagen.
Hierzu musste das Messverfahren in sogenannten Technical Committees der Normungsgremien wie z. B. in den USA bei ASTM International vorgestellt und für die Erarbeitung einer neuen Methode akzeptiert werden.
Das Verfahren wurde im Jahre 2009 durch ASTM International veröffentlicht und beinhaltet die Methoden für Benzin (ASTM D7525) und Diesel, Biodiesel und Blends (ASTM D7545). Die Europäische Norm für flüssige Mineralölerzeugnisse (EN 16091) wurde 2012 vom CEN veröffentlicht.
Das zurzeit einzige Gerät, das nach diesen Normen arbeitet, ist der Rapid Small Scale Oxidation Tester (RSSOT), das ausschließlich von der Firma Anton Paar ProveTec vertrieben wird. Das Instrument wurde bekannt unter dem Namen PetroOXY, das neue Nachfolgegerät heißt RapidOxy 100.

“The sole source of supply of the apparatus known to the committee at this time is Petrotest PetroOXY apparatus, available from Petrotest. Instruments GmbH & Co, Ludwig-Erhard-Ring 13, 15827 Dahlewitz, Germany, www.petrotest.com.”

„Die einzige, dem Komitee zurzeit bekannte, Bezugsquelle des Gerätes ist die Petrotest PetroOXY, erhältlich bei Petrotest. Instruments GmbH & Co, Ludwig-Erhard-Ring 13, 15827 Dahlewitz, Germany, www.petrotest.com.“

Für die Entwicklung dieses neuen Messverfahrens erhielt das Unternehmen eine Anerkennung für besonders innovative Ergebnisse beim „Unternehmens-Innovationspreis 2007“ der Industrie- und Handelskammer Potsdam.

### Brandenburger Innovationspreis
Vom Brandenburgischen Wirtschaftsministerium wurde dem Unternehmen 2014 der Brandenburger Innovationspreis im Cluster „Metall“ und 2020 im Cluster „Kunststoffe und Chemie“ verliehen.